# Rejomulyo (Jati Agung)
Rejomulyo is een bestuurslaag in het regentschap Lampung Selatan van de provincie Lampung, Indonesië. Rejomulyo telt 5.225 inwoners (volkstelling 2010).